# Неферефра
Неферефра (або Ранефереф) — фараон п'ятої династії єгипетських фараонів Стародавнього Єгипту, що правив приблизно у 2460–2458 роках до н. е.

## Правління

### Походження і кількість років правління
До останнього часу про цього фараона було практично нічого не відомо. Не ясно чиїм попередником він був, і хто був його наступником. За усталеною думкою він правив після фараона Шепсескарі, проте, останнім часом, переважає теорія, що укладачі Саккарського списку поставили Шепсескара не на своє місце і він не міг бути попередником Неферефра, а правив пізніше.
Ймовірно Неферефра Манефон називає Хересом і приписує йому правління протягом 20 років. Проте з усіх збережених даних відомо, що правління Неферефра було дуже коротким. Ретельне обстеження Туринського папірусу, пошкодженого в тому місці, де повинне бути ім'я Неферефра і роки його правління, дозволяє з упевненістю сказати тільки про одну вертикальну риску (кожна вертикальна риска вказує на один рік правління), що говорить про його правління протягом приблизно 1 або 2 років. Таке свідоцтво добре узгоджується з археологічними даними. Єдиний напис, що зберігся від часу правління Неферефра, належить до його першого року правління і розташований на великому кутовому блоці у фундаменті передбачуваної майбутньої піраміди фараона, яка так і не була завершена.
Можливо, Неферефра був сином фараона Неферірікари й цариці Хенткаус II, а також старшим братом фараона Ніусерра.
Ймовірно, дружиною Неферефра була Хентакавесс III.

### Піраміда Неферефра

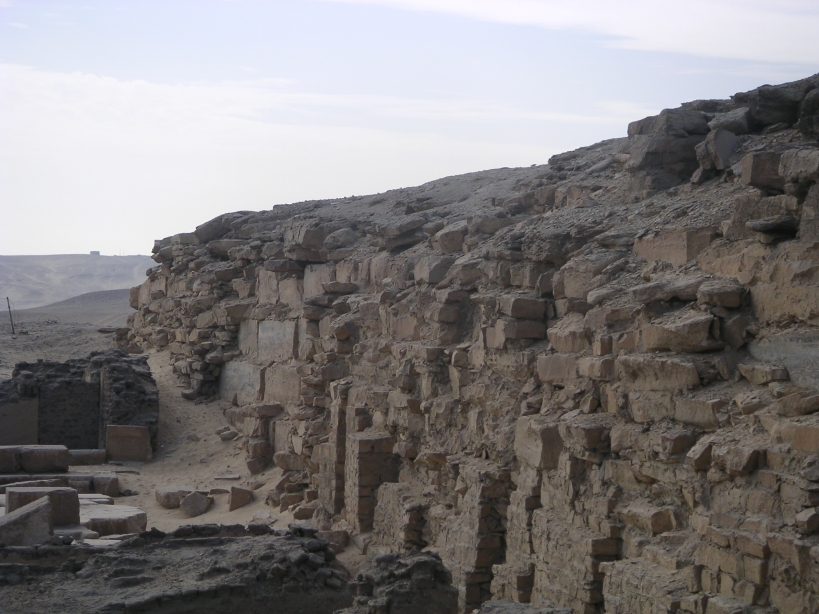
Недобудована піраміда Неферефра в Абусірі.

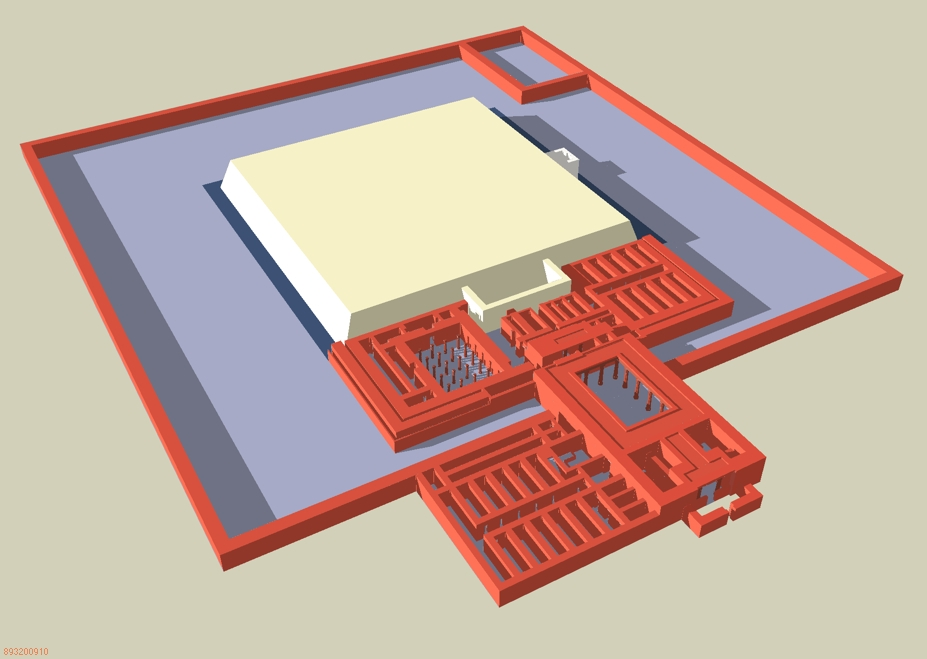
Недобудований пірамідальний комплекс Неферефра. Реконструкція

Неферефра почав будівництво власного похоронного комплексу, який отримав назву «Божественна влада Неферефра» в Абусірі на північний захід від піраміди Неферіркара. Через раптову смерть Неферефра роботи над його похованням були перервані, в результаті від піраміди збереглася тільки квадратна підстава (близько 75×75 метрів) і висотою 7 м, що нагадує мастабу. Решта споруд в поховальному комплексі Неферефра були закінчені під час правління його брата Ніусерра Іні. Але розчищення залишків заупокійного храму, який, за винятком святилища і баз колон, був виконаний з сирцевої цегли, принесла значні результати. У 1981–1982 рр. чеська експедиція виявила тут сотні фрагментів і святкові папіруси, що складали архіви, подібні тим, що належали епосі Неферіркара. Потім, в 1984–1985 рр. знайшли чудові статуї царя, риси якого до цього моменту були абсолютно невідомі. Також були знайдені залишки обгорткової матерії і кістки погано збереженої мумії, яку ідентифікують з Неферефром. Антропологічний аналіз показав, що мумія належить чоловікові, померлому у віці від 20 до 23 років, що повністю узгоджується з нашими уявленнями про фараона, що правив протягом дуже короткого часу, і підтверджує хибність повідомлення Манефона про двадцятирічне правління Неферефра.
Судячи з написів, Неферефра будував сонячний храм, названий на честь Хотеп-Ра. Однак жодних слідів цього храму досі не виявлено. Можливо, він залишився недобудованим через коротке правління фараона.

### Архів і статуетка Неферефра
Відкриття вченими Празького університету архіву похоронного храму Неферефри пролило світло на його правління, якому спочатку не надавали великого значення.
Виявлення папірусів і глиняних табличок дало можливість значно впорядкувати і розширити наявні відомості, витягнуті з архіву Неферіркара Какаї, що представляє докладні записи про управління царською власністю і похоронними заходами V династії. Разом з архівами було знайдено й інші предмети, в тому числі сонячні тури, печатки з картушами фараона, фрагменти гранітного саркофага, фрагменти чотирьох похоронних урн з алебастру, невеликі фігурки і статуетка фараона з рожевого вапняку. Втрата скульптурою деяких частин не заважає зоровому сприйняттю цілого, а її невеликі розміри дозволяють оцінити точно врівноважену композицію. У портреті царя помітна тенденція до традиційної для подібних зображень ідеалізації моделі, однак майже невловні риси наділяють особу фараона часткою індивідуальності: тонкий, невеликий ніс, повні щоки, на яких помітні легкі складки, вуса, лінія яких повторює вигин повних, чітко окреслених губ. Атрибутами царської влади є скіпетр, змія-урей на лобі фараона (в перуці залишився слід від її прикріплення), накладна борода (також збереглися лише її сліди) і образ сокола Хору, який, як і в статуї Хафри, прикриває крилами голову свого земного втілення.
Завдяки цим знахідкам, фараон, раніше абсолютно не відомий, став одним з найбільш задокументованих царів Стародавнього царства.